# Raiffeisenbank im Naabtal
Die Raiffeisenbank im Naabtal eG war ein genossenschaftliches Kreditinstitut mit Sitz in Nabburg.

## Beschreibung
Das Geschäftsgebiet der Raiffeisenbank im Naabtal eG erstreckte sich über den nördlichen Landkreis Schwandorf.

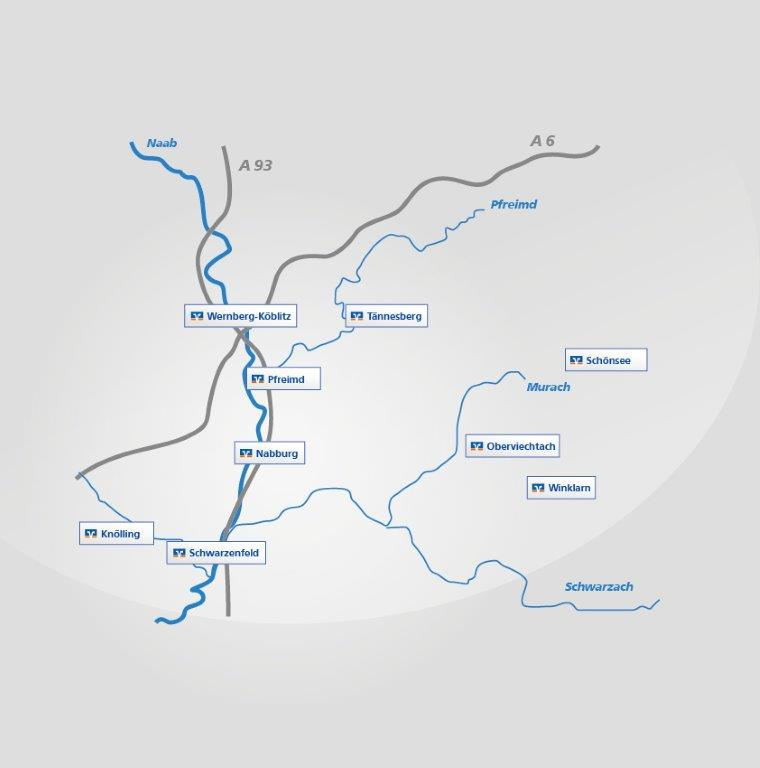
Geschäftsgebiet RB im Naabtal eG

Die Raiffeisenbank im Naabtal eG wurde als Genossenschaftsbank von rund 15.000 Mitgliedern getragen.
Im Jahr 2019 fusionierte die Raiffeisenbank im Naabtal eG mit der VR Bank Burglengenfeld eG zur VR Bank Mittlere Oberpfalz eG. Das künftige Geschäftsgebiet soll aus 14 Geschäftsstellen und 3 SB-Geschäftsstellen bestehen. Die Bilanzsumme der neuen Genossenschaftsbank beträgt ca. 998 Mio. Euro.
Die Kundeneinlagen der Raiffeisenbank im Naabtal eG waren bei der BVR Institutssicherung GmbH und der zusätzlich freiwilligen Sicherungseinrichtung des Bundesverbandes der Deutschen Volks- und Raiffeisenbanken geschützt.